# Аббэ, Кэнсиро
Кэнсиро Аббэ (яп. 阿部 謙四郎, 15 декабря 1915, Токусима — 1 декабря 1985, там же) — японский мастер боевых искусств, добившийся больших успехов в дзюдо, айкидо и кэндо. Сделал значительный вклад в развитие восточных единоборств на территории Европы и в частности в Великобритании.

## Биография
Кэнсиро Аббэ родился 15 декабря 1915 года в префектуре Токусима на острове Сикоку. Родился в семье Тосидзо Аббэ, директора местной школы и по совместительству инструктора по кэндо, и его жены Котэ Аббэ. Всего у супругов было четыре сына и пять дочерей, при этом Кэнсиро являлся самым младшим ребёнком. 4 сентября 1919 года, когда мальчику не было ещё и четырёх лет, отец погиб во время тренировки в горах. Впоследствии роль отца ему заменил молодой школьный учитель Манпэй Хино, обучивший его основам боевых искусств, в частности сумо.
В 1929 году Аббэ начал изучать дзюдо под руководством бывшего офицера полиции Кадзохиры Накамото. В том же году ему присвоили первый дан, год спустя — второй, ещё через год — третий. Таким образом, в возрасте шестнадцати лет он стал самым молодым учеником в дзюдо, удостоенным третьего дана — с этим достижением его поздравил лично Сохэй Хамано, один из инструкторов Дай Ниппон Бутокукай, главной регулирующей организации боевых искусств Японии. Кроме того, в этом году Аббэ стал чемпионом лиги дзюдо среди старших школ Токусимы. На пятом году обучения в школе он принял участие в региональном турнире, включавшем представителей из 30 городов, будучи капитаном дзюдоистской команды из города Кавасима. Высокие скорость и ловкость позволяли ему выходить победителем из многих поединков с сильнейшими соперниками, за эти качества его даже прозвали Пегасом.
Во время первого дан-теста Аббэ привлёк к себе внимание судьи Сётаро Тобаты из Бутоку Кай, который посоветовал ему попробовать поступить в открывшееся учебное заведение Будо Сэнмон Гакко (также известное как Бусэн), специализированный колледж боевых искусств. Пройдя дополнительную подготовку с учителем по имени Накано, он отправился в Киото проходить вступительные экзамены. Всего на обучение претендовали 300 абитуриентов, из них 20 отбирались в программу дзюдо и 20 в программу кэндо. Аббэ успешно справился с испытанием и прошёл отбор в обе программы.

### Тренировки в Будо Сэнмон Гакко
В 1934 году вместе с матерью и сестрой Аббэ переехал на постоянное жительство в Киото, где приступил к тренировкам в Бусэне одновременно по двум программам, дзюдо и кэндо. Кэндо он изучал под руководством главного инструктора по мечам Бусэна Кинносукэ Огавы, выдающегося мастера, обладавшего наивысшим десятым даном. Как он сам отмечал, мастерство учителя было настолько большим, что, несмотря на 75-летний возраст, никто из студентов или младших инструкторов не мог даже коснуться его мечом. В соответствии с традицией каждую субботу в Бусэне проводился турнир по дзюдо, Аббэ каждый раз встречался с пятью оппонентами, уделяя каждому по пять минут, и почти во всех подобных матчах он неизменно был победителем. Уже на первом году обучения ему присвоили четвёртый дан по дзюдо. Осенью на втором году обучения он получил пятый дан — для этого, как сообщается, ему пришлось поочерёдно бороться с 20 соперниками.
В мае 1935 года, выступая на чемпионате пятых данов, Аббэ взял верх над Масахико Кимурой. Это поражение стало одним из четырёх поражений в профессиональной карьере Кимуры, который уже причислялся к сильнейшим дзюдоистам Японии, а в будущем получил мировую известность после знаменитой победы над мастером бразильского джиу-джитсу Элиу Грэйси. Как отмечают биографы Кит Морган и Генри Эллис, по окончании поединка Кимура сказал, что драться с Аббэ — всё равно что «драться с тенью». Аббэ на момент схватки имел рост 168 см и вес 71 кг, Кимура лишь на дюйм превосходил его по росту, но был при этом значительно тяжелее — 85 кг. Спустя два года, основательно подготовившись, Кимура встретился с Аббэ в Кодокане и в ходе 20-минутного спарринга уверенно взял у него реванш.
Во время обучения в Бусэне Аббэ также посещал философский класс Хадзимэ Танабэ при Киотском университете. Окончив обучение, он работал инструктором в колледже, в департаменте полиции Осаки и в одной из киотских старших школ. В 1937 году организация Бутоку Кай присвоила ему шестой дан по дзюдо.

### Военная служба
В июне 1937 года Аббэ призвали в Императорскую армию Японии и направили проходить службу в гарнизоне в Маньчжурии. Здесь в течение четырёх лет он не имел возможности заниматься дзюдо, но всё же продолжал практиковать кэндо. Находясь заграницей, начал формировать свою философию Кюсиндо. В 1941 году демобилизовался и вернулся в Киото, где познакомился с девушкой по имени Кэйко и женился на ней. Тем не менее, гражданским он оставался не долго, поскольку в конце того же года Япония вступила во Вторую мировую войну.
Аббэ отправился в тренировочный лагерь в провинции Токусима и приступил к изучению техник дзюкэндо (искусство штыкового боя). Примерно в то же время он впервые повстречал Морихэя Уэсибу, легендарного основателя айкидо, который тогда тоже занимался изучением дзюкэндо — ему было около 60 лет, он был вдвое старше. Как утверждают биографы, Уэсиба решил проверить силу молодого борца и попросил его сломать свой протянутый палец — Аббэ попытался это сделать, но, едва схватив старика за палец, сам оказался на земле в совершенно беспомощном состоянии. Поражённый умением Уэсибы, он тот час попросился к нему в ученики.
В конечном счёте Аббэ практиковал айкидо под руководством Уэсибы в течение десяти лет, добившись в итоге шестого дана. В этот период у него родились две дочери: Дзюнко и Норико. В 1945 году Бутоку Кай присвоил ему седьмой дан по дзюдо и шестой дан по кэндо, хотя к концу войны организация закрылась, как и колледж Бусэн. Аббэ устроился на работу учителем дзюдо в департаменте полиции префектуры Киото, позже стал старшим инструктором киотской полиции, некоторое время преподавал в Университете Досиса. После рождения третьей дочери, Яёи, Аббэ покинул полицию Киото. В этот период у него возникло ощущение, что дзюдо в Японии пришло в упадок, в 1950-е годы он перестал посещать Кодокан.

### Европа
В 1955 году Аббэ переехал в Великобританию. Он прибыл сюда по приглашению Лондонского дзюдоистского общества и в итоге стал первым учителем айкидо в Соединённом Королевстве, в частности впервые продемонстрировал приёмы айкидо на сцене Альберт-холла в Лондоне. Здесь он столкнулся с двумя основными проблемами: во-первых, местным ученикам больше хотелось участвовать в соревнованиях, нежели изучать теорию; во-вторых, англичане в своём большинстве относились к нему без должного уважения, не оказывали почтения, какого заслуживает выдающийся мастер боевых искусств. Тогда же в 1955 году Аббэ основал в Британии Международный совет будо.
Аббэ преподавал дзюдо в своём собственном додзё, известном как «Хижина», расположенном за пабом в районе Хиллингдон. Тренировки были суровыми: поскольку Аббэ плохо владел английским языком, во время тренировочного процесса он активно использовал синай (деревянный тренировочный меч), нанося им удары по тем частям тела, которые двигались неправильно. Эллис вспоминал слова учителя по этому поводу: «Мой английский плох, зато синай говорит ясно».
В 1958 году Аббэ основал Британский совет дзюдо, а в будущем также намеревался основать Британский совет айкидо, Британский совет карате, Британский совет кэндо и Британский совет кюдо. В этот период он много путешествовал по Великобритании и Европе, приглашал других японских мастеров боевых искусств преподавать в Соединённом Королевстве, в том числе пригласил мастера сётокан-карате Мицусуки Хараду и мастера айкидо Тадаси Абэ. Семья Аббэ при этом на протяжении всего европейского периода оставалась в Японии. Робинсон пишет, что он неоднократно звал семью переехать к нему в Лондон, но те категорически отказывались, считая жизнь в Англии неприемлемой для себя. В 1960 году Аббэ попал в автокатастрофу, в результате которой сильно повредил шею, и в целом всё его здоровье подкосилось после этого инцидента. Точная дата неизвестна, но в конце 1960 года он определённо точно получил восьмой дан по дзюдо, об этом сообщают несколько авторитетных источников. Кроме того, он был удостоен пятого дана по карате, имел чёрные пояса по кюдо и дзюкэндо.
Аббэ вернулся в Японию в 1964 году, чтобы посмотреть летние Олимпийские игры в Токио. Дома он встретился с Уэсибой, отчитался перед ним о развитии айкидо в Великобритании и для дальнейшего развития попросил отправить туда вместо себя какого-нибудь другого мастера (в 1966 году Уэсиба отправил в Великобританию мастера Кадзуо Тибу). Как сообщает Генри О’Тани, пока Аббэ отсутствовал в Англии, многие члены Британского совета дзюдо покинули организацию, и, забрав часть ресурсов организации, создали отдельную независимую группу. Когда в 1969 году Аббэ вновь приехал в Великобританию, он был возмущён возникновением новой неавторизованной группы. Он обратился к своим бывшим коллегам с просьбой помочь возродить организацию, но те отказались. Тогда он покинул страну и больше никогда сюда не возвращался.

### Поздние годы
Сведения о дальнейшей жизни Аббэ противоречивы. Морган и Эллис отмечают, что до самой смерти он жил вместе с семьёй, тогда как Кавальканти и Багот настаивают на том, что в итоге он вынужден был уйти из семьи и остаток дней провёл в одиночестве. Тем не менее, все источники сходятся в том, что в последние годы он находился в удручённом состоянии и испытывал серьёзные проблемы со здоровьем. 17 ноября 1985 года у него случился сердечный приступ, и его госпитализировали.
Аббэ скончался 1 декабря 1985 года в Японии. Как минимум два источника сообщают о том, что своё тело он завещал для медицинских исследований Сайтамскому университету. В связи с этим похороны состоялись не сразу после смерти, а лишь 10 июня 1986 года в храме Дзуйгандзи — его похоронили в семейной могиле на юге горы Бидзан в Токусиме. Робинсон написал о смерти своего учителя следующее: «Кэнсиро Аббэ был мастером, познакомившим Европу с кэндо, айкидо, карате, кюдо, дзюкэндо, иайдо, яридо и нагинатадо, однако умирал он в полном одиночестве, забытый всеми».